# Gouvernement Depretis VIII
Royaume d'Italie
Depretis VII Crispi I
Le gouvernement Depretis VIII (Governo Depretis VIII, en italien) est le gouvernement du royaume d'Italie entre le 4 avril 1887 et le 29 juillet 1887, durant la XVIe législature.

## Composition
Composition du gouvernement
- Gauche historique

### Président du conseil des ministres
Agostino Depretis